# Kirchspielslandgemeinde Lunden (bis 1934)
Die Kirchspielslandgemeinde Lunden war eine Gemeinde im Kreis Norderdithmarschen (vom 1. Oktober 1932 bis zum 30. September 1933 Kreis Dithmarschen). 

## Geographie

### Fläche und Einwohnerzahl
Die Kirchspielslandgemeinde hatte am 16. Juni 1925 insgesamt 4309 Einwohner an 27 Wohnplätzen. Am 1. Oktober 1930 betrug ihre Fläche 65,84 km2.

### Nachbargemeinden
Nachbargemeinden waren im Uhrzeigersinn im Norden beginnend die Stadt Friedrichstadt und die Gemeinde Drage (beide im Kreis Schleswig), die Kirchspielslandgemeinde Hennstedt, die Gemeinde Fedderingen, die Kirchspielslandgemeinden Weddingstedt und Hemme und die Gemeinde Karolinenkoog (alle im Kreis Norderdithmarschen) sowie die Gemeinden Oldenswort, Witzwort und Koldenbüttel (alle im Kreis Eiderstedt).

## Geschichte
Mit der Verordnung vom 22. September 1867 wurden in der preußischen Provinz Schleswig-Holstein die selbständigen Landgemeinden eingeführt. Anders als im übrigen Provinzgebiet gab es im Westen Schleswig-Holsteins, nämlich in Dithmarschen und im Kreis Husum, eine besondere Form der kommunalen Verwaltung. Diese wurde unangetastet übernommen. So wurden aus den Gebieten der Kirchspiele, in denen bereits weltliche Strukturen vorhanden waren, politische Gemeinden, die Kirchspielslandgemeinden.
Die in den Kirchspielslandgemeinden als "Untereinheit" vorhandenen Dorfschaften und Dorfgemeinden wurden am 1. April 1934 zu selbständigen Gemeinden/Landgemeinden. An diesem Tag wurde ebenfalls die Kirchspielslandgemeinde Lunden aufgelöst. Es wurden an ihrer Stelle die Gemeinden Dahrenwurth, Flederwurth, Groven, Krempel, Lehe, Lunden, Mahde-Wollersum, Nesserdeich, Preil, Rehm-Flehde-Bargen, Sankt Annen-Damm, Sankt Annen-Neufeld und Sankt Annen-Österfeld neu gebildet.